# Roman Romanenko
Roman Iourevitch Romanenko (en russe : Роман Юрьевич Романенко), né à Chtchiolkovo, en RSFS de Russie (Union soviétique) le 9 août 1971, est un cosmonaute russe. Il est le fils du cosmonaute Iouri Romanenko, qui fut commandant de vaisseau à l'époque soviétique.

## Vols réalisés
Il réalise son premier vol le 27 mai 2009, avec la mission Soyouz TMA-15, lancée en direction de la station spatiale internationale. Il participe aux missions Expédition 20 et Expédition 21. Il atterrit le 1er décembre 2009.
Le 19 décembre 2012, Romanenko s'envole à bord de Soyouz TMA-07M en direction de l'ISS. Il participe à l'Expédition 34 et à l'Expédition 35.

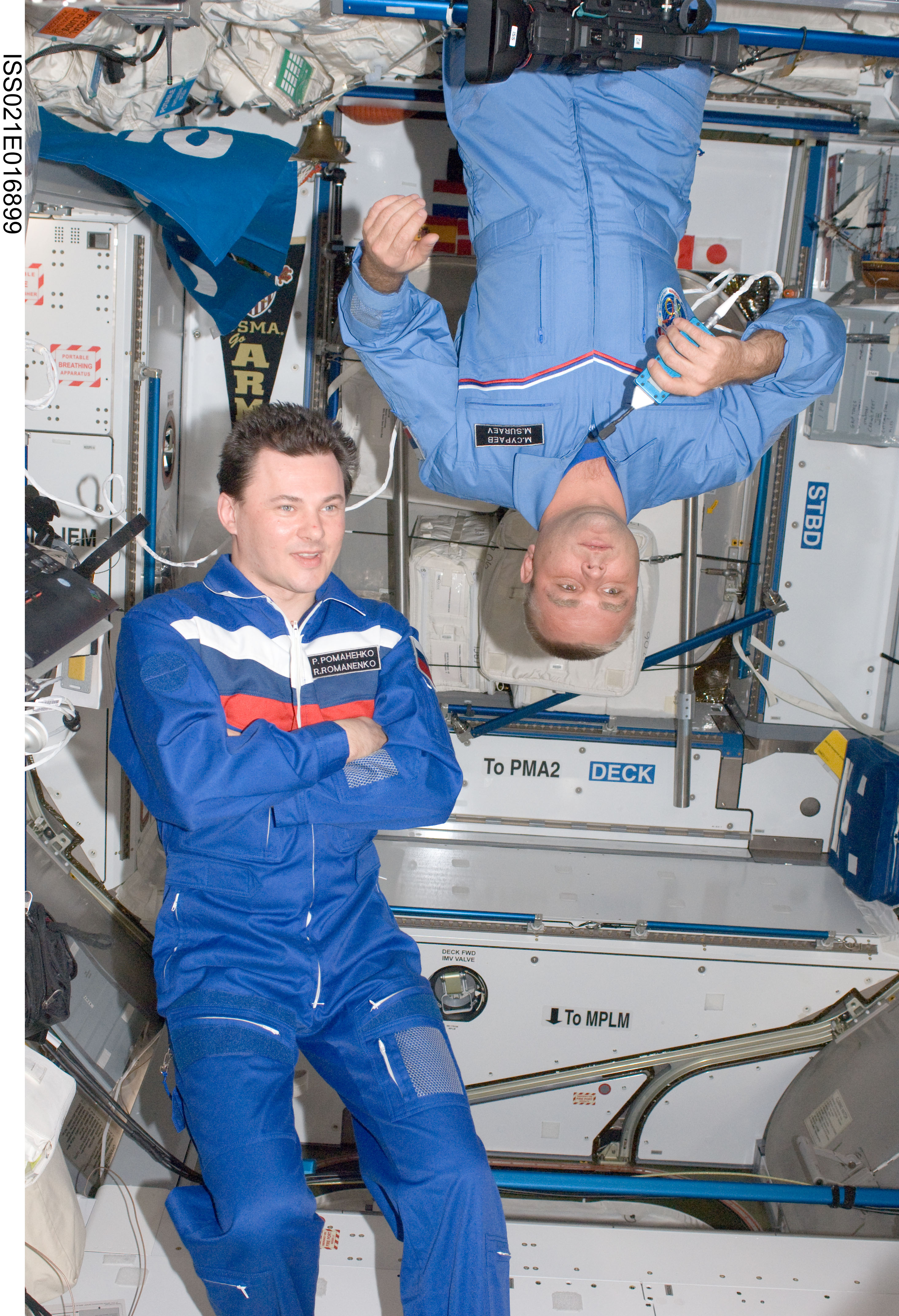
Roman Romanenko avec Maxim Suraev lors de l'Expédition 21.